# Tropicocellio pallidus
Tropicocellio pallidus là một loài chân đều trong họ Porcellionidae. Loài này được Arcangeli miêu tả khoa học năm 1950.